# Vorderer Kesselgupf
Das Vordere Kesselgupf ist ein 1822 m ü. A. hoher Berg im Höllengebirge im Ort Ebensee in Oberösterreich.